# Eurya nitida
Eurya nitida là một loài thực vật có hoa trong họ Pentaphylacaceae. Loài này được Korth. mô tả khoa học đầu tiên năm 1841.